# Lochmaea huanggangana
Lochmaea huanggangana es una especie de insecto coleóptero de la familia Chrysomelidae.
Fue descrita científicamente en 1998 por Yang & Wang in Yang, Wang & Wu.